# Каменец (Рязанская область)
Каменец — село в Рязанском районе Рязанской области России, входит в состав Турлатовского сельского поселения.

## География
Село расположено в 9 км на юг от центра поселения деревни Турлатово и в 8 км на юг от Рязани.

## История
Каменец в качестве погоста впервые упоминается в приправочных книгах города Пронска 1597 года, на погосте значилась Никольская церковь. По окладным книгам 1676 года в приходе к Никольской церкви в селе Каменец и деревне Ивкино имелось 4 двора помещиков, двор задворного слуги, 17 дворов крестьянских, 4 двора бобыльских. В XIX веке помещицей Федосьей Исидоровной Кобяковой в селе была построена церковь Рождества Пресвятой Богородицы. С 1873 года церковь была приписана к Никольской церкви села Чемрова. 
В XIX — начале XX века село входило в состав Затишьевской волости Рязанского уезда Рязанской губернии, с 1925 года — в составе Рязанской волости. В 1905 году в селе было 44 двора.
С 1929 года село являлось центром Каменецкого сельсовета Рязанского района Рязанского округа Московской области, с 1937 года — в составе Рязанской области, с 2005 года — в составе Турлатовского сельского поселения.

## Население
| 1859 | 1906 | 2010 |
| ---- | ---- | ---- |
| 175  | ↗285 | ↘29  |